# Bilikiss Adebiyi Abiola
Bilikiss Adebiyi Abiola é uma CEO nigeriana da empresa de reciclagem de Lagos, a Wecyclers.

## Educação
Adebiyi nasceu em Lagos, onde frequentou a escola secundária da Supreme Education Foundation. Ela entrou na Universidade de Lagos, mas saiu depois de um ano para concluir seus estudos na América. Ela se formou na Universidade Fisk e depois foi para a Universidade Vanderbilt, onde obteve um mestrado. Ela trabalhou na IBM por cinco anos antes de continuar seus estudos. Ela foi aceita para estudar para um mestrado em Administração de Empresas (MBA) no Instituto de Tecnologia de Massachusetts (MIT).

## Carreira profissional
Ela teve a ideia de um criar um negócio de reciclagem durante seu segundo ano no MIT, onde estudava resíduos como matéria especializada. Sua ideia inicial era aumentar a quantidade de lixo que ela poderia coletar das famílias, oferecendo-lhes rifas em troca. Quando ela discutiu isso na Nigéria em suas férias, ficou surpresa com o entusiasmo mostrado por suas ideias. O lixo é um incômodo específico em Lagos, pois apenas uma pequena porcentagem é coletada regularmente. Adebiyi levou a ideia de volta ao MIT, onde conseguiu reunir apoio, inserindo sua ideia em competições. Depois de se formar em 2012, Adebiyi voltou para a Nigéria para ficar com o marido.
Em 2012, ela co-fundou a Wecyclers, uma empresa que coleta lixo reciclável em Lagos. Quando o negócio começou, Adebiyi usava um triciclo para fazer coletas e descobrir mais sobre seu novo negócio. Depois que o lixo é classificado, sua empresa envia uma mensagem SMS de volta para a família, informando-os quantos pontos eles ganharam por reciclar o lixo. Esses pontos podem ser convertidos em alimentos, produtos de limpeza ou celulares.
A empresa trabalha em parceria com a Autoridade de Gerenciamento de Resíduos de Lagos. Lagos produz 9.000 toneladas de resíduos por dia e a autoridade estava tentando dobrar a proporção que foi reciclada dos 18% de 2011. A Nigéria é a maior economia da África, mas a desorganização em Lagos faz com que o lixo nem sempre seja coletado. Os recicladores usam triciclos modificados, o que permite que o lixo seja coletado onde veículos normais não podem ir. A Wecyclers coleta de milhares de famílias. A empresa estimou em outubro de 2015 que coletou mais de 500 toneladas de lixo, gerou renda a partir desse lixo e empregou 80 pessoas.
Adebiyi, conseguiu que a Coca-Cola e a GlaxoSmithKline subsidiassem sua operação. A Wecyclers descobriu que uma proporção significativa do lixo vinha dessas empresas e estava disposta a ajudar no esforço de reciclagem.

## Reconhecimento
Os esforços de Adebiyi foram relatados na Nigéria, Reino Unido, EUA e Alemanha em 2014 e 2016. A cobertura incluiu CNN, Huffington Post, Die Zeit, The Independent, Revista Marie Claire, The Economist, NDaniTV e D + C. Ganhou vários prêmios, incluindo o Cartier Women's Initiative Award para a África subsaariana em 2013.